# Вацлав Машек
Вацлав Машек (чеськ. Václav Mašek, нар. 21 березня 1941, Прага) — чехословацький футболіст, що грав на позиції нападника, зокрема, за клуб «Спарта» (Прага), а також національну збірну Чехословаччини.
Дворазовий чемпіон Чехословаччини. Дворазовий володар Кубка Чехословаччини.

## Клубна кар'єра
У футболі дебютував 1958 року виступами за команду «Спарта» (Прага). Відіграв за празьку команду наступні дванадцять сезонів своєї ігрової кар'єри.
Згодом у 1971 році провів один сезон у складі команди «Дукла» (Прага).
Завершив ігрову кар'єру у команді «Спарта» (Прага), у складі якої вже виступав раніше. Повернувся до неї 1971 року, захищав її кольори до припинення виступів на професійному рівні у 1978.

## Виступи за збірну
1960 року дебютував в офіційних матчах у складі національної збірної Чехословаччини. Протягом кар'єри у національній команді провів у її формі 16 матчів, забивши 5 голів.
У складі збірної був учасником чемпіонату світу 1962 року у Чилі, де разом з командою здобув «срібло». Зіграв проти Мексики (1-3). Забив в цій грі гол.

### Статистика виступів за збірну
| Матчі і голи за збірну | Матчі і голи за збірну | Матчі і голи за збірну | Матчі і голи за збірну | Матчі і голи за збірну | Матчі і голи за збірну | Матчі і голи за збірну | Матчі і голи за збірну |
| #                      | Дата                   | Місто                  | Суперник               | Результат              | Голи                   | Турнір                 |                        |
| ---------------------- | ---------------------- | ---------------------- | ---------------------- | ---------------------- | ---------------------- | ---------------------- | ---------------------- |
| 1                      | 30.10.1960             | Прага                  | Нідерланди             | 4-0                    |                        | Товариський матч       |                        |
| 2                      | 29.04.1961             | Острава                | Мексика                | 2-1                    |                        | Товариський матч       |                        |
| 3                      | 14.05.1961             | Братислава             | Шотландія              | 4-0                    |                        | Кваліфікація ЧС-1962   |                        |
| 4                      | 19.06.1961             | Брно                   | Аргентина              | 3-3                    | 13'                    | Товариський матч       |                        |
| 5                      | 26.09.1961             | Глазго                 | Шотландія              | 2-3                    |                        | Кваліфікація ЧС-1962   |                        |
| 6                      | 08.10.1961             | Дублін                 | Ірландія               | 3-1                    |                        | Кваліфікація ЧС-1962   |                        |
| 7                      | 07.04.1962             | Гетеборг               | Швеція                 | 1-3                    |                        | Товариський матч       |                        |
| 8                      | 07.06.1962             | Вінья-дель-Мар         | Мексика                | 1-3                    | 1'                     | ЧС-1962                |                        |
| 9                      | 31.03.1963             | Прага                  | Німеччина              | 1-1                    | 66'                    | Товариський матч       |                        |
| 10                     | 24.04.1963             | Відень                 | Австрія                | 1-3                    | 68'                    | Товариський матч       |                        |
| 11                     | 28.04.1963             | Софія                  | Болгарія               | 0-1                    |                        | Товариський матч       |                        |
| 12                     | 29.05.1963             | Братислава             | Англія                 | 2-4                    |                        | Товариський матч       |                        |
| 13                     | 02.06.1963             | Прага                  | Угорщина               | 2-2                    |                        | Товариський матч       |                        |
| 14                     | 03.11.1963             | Загреб                 | Югославія              | 0-2                    |                        | Товариський матч       |                        |
| 15                     | 13.09.1964             | Варшава                | Польща                 | 1-2                    | 28'                    | Товариський матч       |                        |
| 16                     | 30.05.1965             | Бухарест               | Румунія                | 0-1                    |                        | Кваліфікація Євро-1964 |                        |

## Титули і досягнення

### Командні
- Чемпіон Чехословаччини (2):

«Спарта» (Прага): 1965, 1967
- Володар Кубка Чехословаччини (2):

«Спарта» (Прага): 1964, 1972
- Віце-чемпіон світу: 1962

### Особисті
- Найкращий бомбардир кубка володарів кубків:1965 (6 голів разом з Керкгоффсом і Мразом)